# Sammlung Marzona
De Sammlung Marzona is een private kunstverzameling van hedendaagse kunst, bijeengebracht door Egidio Marzona, Bielefeld.

## Situering
Marzona was een gepassioneerde collectioneur die de kunstontwikkeling van de jaren 60 en 70 van de 20e eeuw nauwgezet volgde. In het midden van de jaren 60 stichtte hij op aanraden van galeriehouder Konrad Fischer en in de omgeving van de Düsseldorfse Akademie een eigen galerie en een uitgeverij, genoemd Edition Marzona.

De omvangrijke collectie bestaat voornamelijk uit kunstwerken van de tweede helft van de 20e eeuw met topstukken van de arte povera, minimal art, land art en de conceptuele kunst. Deze verzameling van 600 stukken geldt als de belangrijkste collectie van conceptuele kunst van 1965 tot 1978. Daarnaast bevat de Sammlung een archief van vele duizenden boeken, tijdschriften, uitnodigingen, lp's, films, foto's en brieven over deze periode. Dit archief staat open voor geïnteresseerde onderzoekers. 

De verzamelaar trok begin 2008 de conservator, curator en kunstkenner Jan Hoet aan om de uitgebreide collectie te archiveren.